# Johann I. (Lothringen)

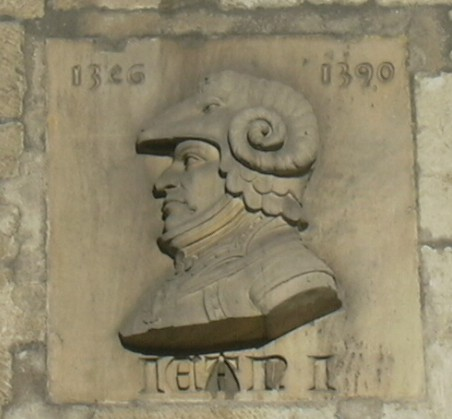
Bildnis Johanns I. auf der Porte de la Craffe in Nancy.

Johann I.  (* 1346; † 23. September 1390 in Paris) war Herzog von Lothringen von 1346 bis 1390. Er war der Sohn von Herzog Rudolf und Marie de Châtillon.

## Biografie
Er wurde Herzog von Lothringen, als sein Vater sechs Monate nach seiner Geburt in der Schlacht von Crécy fiel. Bis 1353 stand er unter der Regentschaft seiner Mutter Marie de Châtillon sowie des Grafen Eberhard II. von Württemberg. Im Dezember des gleichen Jahres leistete er Kaiser Karl IV. den Lehnseid, wofür er im Gegenzug zum Generalleutnant des Kaiserreichs im Moselland, also Stellvertreter des Kaisers an der Mosel, ernannt wurde. 1356 und erneut 1365 nahm Johann I. auf Seiten des Deutschen Ordens an dessen Kreuzzug gegen die Litauer teil.
Andererseits kämpfte er am 19. September 1356 auf der französischen Seite in der Schlacht von Maupertuis, unterstützte den Dauphin Karl beim Aufstand der Pariser, nahm am 19. Mai 1364 an dessen Krönung in Reims teil, sowie auf Seiten seines Onkels Karl von Blois am Bretonischen Erbfolgekrieg, der mit der Schlacht von Auray am 29. September 1364, dem Tod Karls sowie der Gefangennahme Johanns und Bertrand du Guesclins endete. In den folgenden Jahren half er Karl V. und später Karl VI. bei der Rückeroberung der durch den Vertrag von Brétigny (1360) verlorenen Gebiete.
Das Ende seiner Herrschaft war hingegen durch eine Distanzierung vom französischen Hof gekennzeichnet, zum einen, weil er die Grandes Compagnies bekämpfen musste, die unter anderem in seinem Herzogtum hausten, zum anderen, weil die königlichen Beamten versuchten, die Beziehungen zwischen dem lothringischen Adel und dessen Herzog zu regeln und dabei ihren Einfluss in Lothringen zu festigen. Als Ergebnis seiner Distanzierung näherte sich Johann I. Philipp dem Kühnen, Herzog von Burgund an. Er starb am 23. September 1390 in Paris, wo er sich befand, um sich vor dem Parlement de Paris zu verteidigen, nachdem er von den Einwohnern von Neufchâteau wegen Machtmissbrauchs angeklagt worden war.

## Nachkommen
Johann I. heiratete am 16. Dezember 1361 in Stuttgart Sophie von Württemberg (* 1343, † 1369), die Tochter seines ehemaligen Vormunds Eberhard II.; ihre Kinder waren:
- Karl II., Herzog von Lothringen, † 1431; ⚭ Margarete von der Pfalz, † 1434, Tochter von König Ruprecht (Wittelsbacher)
- Friedrich, X 1415, Graf von Vaudémont, ⚭ Marguerite de Joinville, Gräfin von Vaudémont, Tochter von Henri, Sire de Joinville
- Isabelle, † nach 1423; ⚭ Enguerrand VII. de Coucy, Earl of Bedford, Graf von Soissons, † 1397 (Haus Gent)